# Hundespielzeug

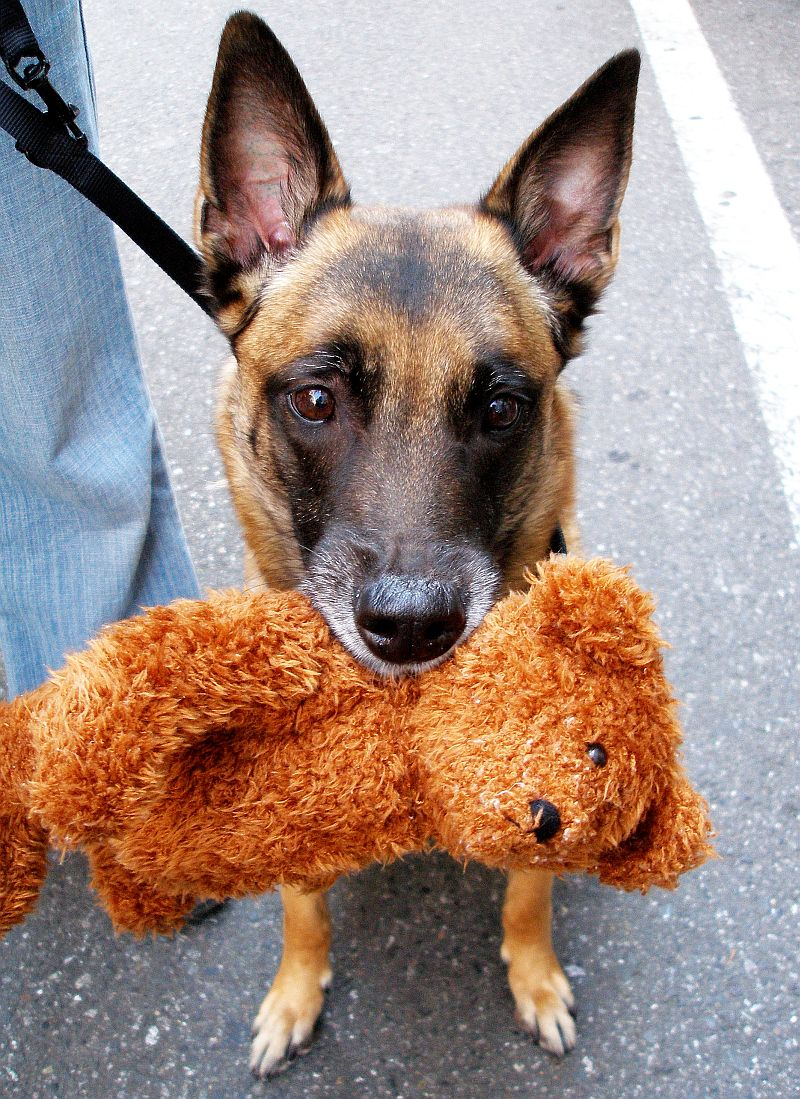
Belgischer Malinois mit einem „Teddybär“

Ein Hundespielzeug ist ein Hilfsmittel, das Haushunde zum Spielen animiert. Hundespielzeug ist ein speziell auf die Bedürfnisse von Hunden abgestimmtes Spielzeug. Es handelt sich dabei in der Regel um einen Gegenstand, der nach Größe, Gewicht, Art, Form und Beschaffenheit vom Hund bewegt oder angekaut werden kann, oder in der Schnauze getragen und apportiert werden kann.
Spielen kommt dem Bewegungsbedürfnis des Hundes entgegen, erlaubt die Erprobung und Aneignung von (motorischen) Fähig- und Fertigkeiten, festigt die Bindung zum Halter, kann für die Erziehung des Hundes („Gehorsam“) eingesetzt werden und dient der Sozialisierung. Hundespielzeug kann das Spielen fördern. Es gibt eine Vielzahl von Hundespielzeugen auf dem Markt, die für unterschiedliche Zwecke konzipiert sind und sich je nach den Eigenschaften des Hundes wie Größe, Aktivitätsniveau, Kaugewohnheiten und Spielstil unterscheiden. Populär sind beispielsweise Hundeknochen, Welpenspielzeug, Hunde-Ballschleudern, automatisierte Hundeballwurfmaschinen, Bälle, Zerrspielzeug, Trainingshilfen wie Futterdummies, Quietschspielzeug, Scheiben und Frisbees oder Plüschspielzeug. Verwendung als Hundespielzeug finden traditionell oft auch haushaltsübliche Gegenstände, wie zum Beispiel ein altes, geknotetes Handtuch oder ein kurzes Stück ausreichend dickes Seil mit einem Knotenende oder auch ein alter Schuh. 